# 美国欧洲及欧亚事务助理国务卿
美国国务院欧洲及欧亚事务助理国务卿（英語：Assistant Secretary of State for European and Eurasian Affairs），是美國國務院的一個職位，領導歐洲與歐亞事務局，負責執行美國在歐洲和歐亞大陸外交政策。
國務院於1949年設立負責歐洲事務助理國務卿。這是在國會通過後，政府行政部門組織委員會（也稱為胡佛委員會）建議將某些辦公室升級為局級之後設立的。將助理國務卿的人數從六名增加到十名。1983年9月14日，一項行政行動將現任職務改為負責歐洲及加拿大事務助理國務卿。1999年1月12日職稱改回歐洲事務助理國務卿。

## 列表
| 名稱                                    | 開始           | 結束                         | 總統                             |
| --------------------------------------- | -------------- | ---------------------------- | -------------------------------- |
| 欧洲事务助理国务卿                      |                |                              |                                  |
| 喬治·沃爾布里奇·珀金斯                  | 1949年8月1日   | 1953年1月31日                | 哈里·S·杜鲁门                    |
| 利文斯頓·T·麥錢特                       | 1953年3月16日  | 1956年5月6日                 | 德怀特·艾森豪威尔                |
| 詹姆斯·威廉斯·里德伯格                  | [ 1 ]          |                              | 德怀特·艾森豪威尔                |
| 查爾斯·伯克·埃爾布里克                  | 1957年2月14日  | 1958年11月16日               | 德怀特·艾森豪威尔                |
| 利文斯頓·T·麥錢特                       | 1958年11月18日 | 1959年8月20日                | 德怀特·艾森豪威尔                |
| 沃爾特·道林                             | [ 3 ]          |                              | 德怀特·艾森豪威尔                |
| 福伊·科勒                               | 1959年12月11日 | 1962年8月19日                | 德怀特·艾森豪威尔、约翰·F·肯尼迪 |
| 威廉·羅亞爾·泰勒                        | 1962年9月2日   | 1965年5月18日                | 约翰·F·肯尼迪、林登·约翰逊       |
| 約翰·馬歇爾·萊迪                        | 1965年6月16日  | 1969年2月19日                | 林登·约翰逊                      |
| 馬丁·J·希倫布蘭德                       | 1969年2月20日  | 1972年4月30日                | 理查德·尼克松                    |
| 沃爾特·J·斯托塞爾                       | 1972年8月9日   | 1974年1月7日                 | 理查德·尼克松                    |
| 阿瑟·哈特曼                             | 1974年1月8日   | 1977年6月8日                 | 理查德·尼克松、杰拉尔德·福特     |
| 喬治·S·韋斯特                           | 1977年6月16日  | 1981年4月14日                | 吉米·卡特                        |
| 劳伦斯·伊格尔伯格                       | 1981年5月14日  | 1982年1月26日                | 罗纳德·里根                      |
| 欧洲及加拿大事务助理国务卿              |                |                              |                                  |
| 理查德·R·伯特                           | 1983年2月18日  | 1985年7月18日                | 罗纳德·里根                      |
| 羅珊·勒珍妮·里奇微                      | 1985年7月19日  | 1989年6月30日                | 罗纳德·里根                      |
| 雷蒙德·GH·塞茨                          | 1989年8月8日   | 1991年4月30日                | 乔治·赫伯特·沃克·布什            |
| 托馬斯·奈爾斯                           | 1991年10月3日  | 1993年4月1日                 | 乔治·赫伯特·沃克·布什            |
| 史蒂芬·奧克斯曼                         | 1993年4月2日   | 1994年8月15日                | 比尔·克林顿                      |
| 理查德·霍布魯克                         | 1994年9月13日  | 1996年2月21日                | 比尔·克林顿                      |
| 約翰·C·科恩布魯姆                       | 1996年7月3日   | 1997年8月1日                 | 比尔·克林顿                      |
| 馬克·格羅斯曼                           | 1997年8月5日   | 1999年1月12日                | 比尔·克林顿                      |
| 欧洲事务助理国务卿                      |                |                              |                                  |
| 馬克·格羅斯曼                           | 1999年1月12日  | 2000年5月31日                | 比尔·克林顿                      |
| 詹姆斯·F·多賓斯                         | 2001年1月4日   | 2001年6月1日                 | 比尔·克林顿、乔治·沃克·布什      |
| A·伊麗莎白·瓊斯                         | 2001年6月1日   | 2001年8月8日                 | 乔治·沃克·布什                   |
| 欧洲及欧亚事务的助理国务卿              |                |                              |                                  |
| A·伊麗莎白·瓊斯                         | 2001年8月8日   | 2005年2月28日                | 乔治·沃克·布什                   |
| 丹尼爾·弗里德                           | 2005年5月5日   | 2009年1月20日                | 乔治·沃克·布什                   |
| 菲利普·H·戈登                           | 2009年5月15日  | March 11, 2013{{dts\|{{dts\| | 贝拉克·奥巴马                    |
| 盧嵐                                    | 2013年9月18日  | 2017年1月20日                | 贝拉克·奥巴马                    |
| 約翰·A·赫芬（代理）                     | 2017年1月20日  | 2017年8月23日                | 唐納·川普                        |
| A·韋斯·米切爾                           | 2017年10月12日 | 2019年2月15日                | 唐納·川普                        |
| 邁克爾·J·墨菲（Senior Bureau Official） | 2019年2月18日  | 2019年3月18日                | 唐納·川普                        |
| 菲利普·T·雷克（代理）                   | 2019年3月18日  | 2021年7月31日                | 唐納·川普                        |
| 菲利普·T·雷克（代理）                   | 2019年3月18日  | 2021年7月31日                | 乔·拜登                          |
| 莫琳·科馬克（代理）                     | 2021年8月2日   | 2021年9月28日                | 乔·拜登                          |
| 凱倫·唐弗里德                           | 2021年9月30日  | 2023年3月31日                | 乔·拜登                          |
| 德里克·J·霍根（代理）                   | 2023年4月1日   | 2023年7月10日                | 乔·拜登                          |
| 尤里·金（代理）                         | 2023年7月10日  | 2023年10月5日                | 乔·拜登                          |
| 詹姆斯·奥布莱恩                         | 2023年10月5日  | 現任                         | 乔·拜登                          |

## 外部連結
- 官方网站